# Interstate 580 (Californië)
Interstate 580 (I-580) is een 128 kilometer lange Interstate highway in de Amerikaanse staat Californië. De druk bereden snelweg - een spur van Interstate 80 - begint in San Rafael in het noordwesten van de San Francisco Bay Area, steekt de Baai van San Francisco via de Richmond-San Rafaelbrug over, en loopt dan van de East Bay naar de Central Valley, waar ze aansluit op de I-5. De I-580 vormt een belangrijke verbinding tussen de Bay Area en de Central Valley en bij uitbreiding met Zuid-Californië. Interstate 580 maakt deel uit van het California Freeway and Expressway System.

## Namen
In de regio East Bay draagt de I-580 de naam MacArthur Freeway, naar generaal Douglas MacArthur. Andere onderdelen met eigennamen zijn de John T. Knox Freeway, de Eastshore Freeway, de Arthur H. Breed Jr. Freeway, de William Elton "Brownie" Brown Freeway, de Sgt. Daniel Sakai Memorial Highway en de John P. Miller Memorial Highway.